# Distretto di Magdeburgo
Il Distretto di Magdeburgo (in tedesco Bezirk Magdeburg) era uno dei 14 distretti in cui era divisa la Repubblica Democratica Tedesca, esistito dal 1952 al 1990. Magdeburgo era la sede amministrativa e la città principale. 

## Storia
Il distretto fu istituito, insieme agli altri 13, il 25 luglio 1952 in sostituzione dei vecchi Stati. 
Il 3 ottobre 1990 venne abolito come parte del processo di riunificazione tedesca, diventando nuovamente parte del Land Sassonia-Anhalt, ad eccezione del circondario di Havelberg, passato al Land Brandeburgo.

## Geografia politica

### Localizzazione
Il distretto di Magdeburgo confinava con i distretti di Schwerin, Potsdam, Halle ed Erfurt. Confinava anche con la Germania ovest.

### Suddivisione amministrativa
Il distretto era suddiviso in 22 circondari: 1 urbano (Stadtkreis) e 21 rurali (Landkreise).

Circondario urbano: 
- Magdeburgo.

Circondari rurali:
- Burg
- Gardelegen
- Genthin
- Halberstadt
- Haldensleben
- Havelberg
- Kalbe (Milde) (fino al 31 dicembre 1987)
- Klötze
- Loburg (fino al 20 giugno 1957)
- Oschersleben
- Osterburg
- Salzwedel
- Schönebeck
- Seehausen (fino al 2 luglio 1965)
- Staßfurt
- Stendal
- Tangerhütte (fino al 31 dicembre 1987)
- Wanzleben
- Wernigerode
- Wolmirstedt
- Zerbst